# 朝鮮天道教會中央指導委員會
朝鮮天道教會中央指導委員會是一個由蘇聯在1946年2月1日協助朝鲜成立的宗教團體。該組織於1949年解散，其後在1974年重新成立。現時，天道教會中央指導委員會由朝鮮勞動黨的衛星政黨天道教青友黨所领导，其宗教活動也受後者的嚴格監管。